# Agriocnemis kunjina
Agriocnemis kunjina là một loài chuồn chuồn kim trong họ Coenagrionidae.
Agriocnemis kunjina được Watson miêu tả khoa học năm 1974.